# Bodrogközi Tiszaszabályozó Társulat
A Bodrogközi Tiszaszabályozó Társulat 1846-ban alakult meg Leleszen Széchenyi István kezdeményezésére, Mailáth Antal főkancellár személyes közbenjárásával. A társaság célja: a Tisza, Bodrog és Latorca folyóktól határolt mintegy 171 ezer katasztrális hold kiterjedésű Bodrogköz ármentesítése volt. 
Első elnöke Szőgyényi Imre bodrogszögi birtokos volt. Műszaki teendőit a Nagytárkányban felállított tiszai II. folyamosztály m. kir. mérnöki hivatala látta el. Ez a mérnöki hivatal tervezte a tiszai átmetszéseket és védtöltéseket, ez utóbbiak felépítése a társulat feladata lett. Pénzhiány miatt 1848-ig csak Nagytárkány, Agárd és Leányvár községek határában készültek el a védtöltések. Az 1848–1849 között a munka szünetelt.  1855-től kezdődtek meg újból a munkák. Ekkor a társulat elnöke már Sennyey Pál báró volt. 
1857–1859 között elkészültek a tiszai és a bodrogi töltések is egészen Tokajig. 1859-ben a társaság az Osztrák Nemzeti Banktól 1,6 millió forintos kölcsönt vett fel, majd felállították a tisztviselői kart (felügyelő-mérnök, számvevő, pénztáros, irattáros).  Az 1860. évi közgyűlés megállapította az ártéri alapszabályokat, elrendelte az új osztályozást és az ártéri telekkönyv szerkesztését. Az 1861-es tiszai árvíz áttörte a gátakat, így a Bodrogköz fele víz alá került. Ennek hatására elhatározták a töltések magasítását. Az első lecsapolási tervet Hegedűs Pál mérnök készítette el. A töltés magasítások ellenére az 1865-ös tiszai árvíz azonban újból elárasztotta a Bodrogközt. 
Hasonlóképpen átszakadtak a töltések 1869-ben. 
A Bodrogközi Tiszaszabályozó Társulat az árvízzel első esetben csak 1876-ban tudott sikeresen megküzdeni. Ennek ellenére 1878-ban az ár ismét töltéseket szakított, és a Bodrogköz legnagyobb részét mocsarakká alakította. Az 1881-es védekezés sikeres volt. "1888-ban a több mint húsz mérföld hosszú töltésekkel védett Bodrogközt ostromló hullámok vették körül. Az árvíz helyenként egy méterrel meghaladta az előző évek legmagasabb árvíz-színét. A legválságosabb helyzetbe a Ticze és Latorcza mentén fekvő községek jutottak, a melyeket a felső vizek szabályozását megelőző időszakban oly ritkán fenyegetett árvízveszély, hogy még a régi megyei töltések gondozásával is felhagytak. Az 1888-as árvíz Bolyban és Zétényben egy méterrel volt magasabb a megyei töltések koronájánál. Rad teljesen körül volt zárva, hasonlóképen Szentmária, a hol az épületek összeomlottak. Zétényt is csak ladikon lehetett megközelíteni és az árvíz még a község magasabb részén épült gróf Klobusiczky-féle kastélyba is ellátogatott."
Az 1888-as árvíz hatására a társaság elhatározta, hogy a töltéseket egy méterrel megemelteti. 
A 20. század elejére a társaság védművei: 86 km tiszai töltés, 79 km bodrogi és latorcai töltés. A belvízlevezetést több főcsatorna (bély-karádi, kis- és nagyrozvágyi, dobra-semjéni, perbenyiki, agárdi stb.) oldotta meg. A csatornák teljes hossza 183 km. A csatornák felett a közlekedést 38 fahíd, 12 kőhíd és negyven betoncső-áteresz biztosította. Legfontosabb zsilipe a karádi. A karádi zsilip közelében volt a Széchenyi István nevét viselő szivattyútelep. Zsilipek és szivattyútelepek voltak Törökérnél és Felsőbereckinél. 